# 梅休萊克鎮區 (明尼蘇達州本頓縣)
梅休萊克鎮區（英語：Mayhew Lake Township）是位於美國明尼蘇達州本頓縣的一個行政鎮區。

## 地方資料
梅休萊克鎮區的面積為95.80平方千米，當中陸地面積為95.10平方千米，而水域面積為0.70平方千米。根據2020年美國人口普查的數據，當地共有人口865人，而人口密度為每平方千米9.03人。